# Neuves-Maisons
Neuves-Maisons – miejscowość i gmina we Francji, w regionie Grand Est, w departamencie Meurthe i Mozela.
Według danych na rok 1990 gminę zamieszkiwały 6432 osoby, a gęstość zaludnienia wynosiła 1449 osób/km² (wśród 2335 gmin Lotaryngii Neuves-Maisons plasuje się na 64. miejscu pod względem liczby ludności, natomiast pod względem powierzchni na miejscu 1060.).